# Колективна сигурност
Колективната сигурност е система в международните отношения, при която страните в даден регион или в целия свят се договарят да разглеждат сигурността на всяка страна като въпрос от общ интерес и да реагират колективно на заплахи за мира.
Системите за колективна сигурност имат по-широки цели от системите за съюзна сигурност или колективна отбрана, тъй като се стремят да обхванат всички държави в даден регион или дори в световен мащаб, като в същото време адресират широк спектър от възможни заплахи. Концепцията за колективна сигурност води началото си от ранното Ново време, но нейното прилагане на практика често е проблемно.